# 怪誕復活狗
《怪誕復活狗》（英語：Frankenweenie）是一部于2012年下半年上映的3D黑白奇幻電影。導演是添·布頓，早於1984年布頓還在迪士尼公司任職時已經創作，2012年的作品是以新技術重新拍攝。電影是向1931年的電影《科學怪人》致敬之作。電影中，一個叫維克多的男孩子失去了他的愛犬，然後以科學方法令牠復活。電影于2012年10月5日在美國上映。它是首齣在IMAX3D映院上映的黑白電影。

## 故事
在新荷蘭，當愛犬史柏祺﹙Sparky﹚死後，年輕的維多使用科學的力量令牠復活。維多嘗試隱藏他的發明，不過史柏祺卻被發現了。此事令到整個小鎮出現一發不可收拾的大混亂。

## 角色列表
人類
維多·法蘭肯斯坦（Victor Frankenstein）
配音：查理·特翰（英語）／鄧港文（粵語）
維多是一個非常內向又有一點瘋狂科學家特性的男孩，他最喜歡的兩件事情一是做科學實驗另一件就是跟小狗史柏祺相處的時光。但維多的父親鼓勵他應該要常常出去接觸人群，享受童年。就在一次棒球賽，偷溜出門的史柏祺不幸在路上被車輾斃。頓失生命中最重要依靠的維多傷心不已，突發奇想用他的科學實驗試著讓史柏祺復活，沒想到史柏祺真的起死回生。為了要保守這個驚人的秘密，維多試著把史柏祺藏匿在家中，但史柏祺太喜歡他的小主人，每天仍偷偷尾隨著維多去上課，最終被人發現...
艾沙·凡·夏辛（Elsa van Helsing）
配音：薇諾娜·瑞德（英語）／成瑤孆（粵語）
維多的同學，貴賓犬波斯芬妮的主人。由於她是新荷蘭市長的姪女，所以被委任在荷蘭日裏詠唱，雖然不情願，但卻不敢告訴叔叔。
蘇珊·法蘭肯斯坦（Susan Frankenstein）
配音：凱薩琳·奧哈拉（英語）／劉惠雲（粵語）
維多的母親。
艾活·法蘭肯斯坦（Edward Frankenstein）
配音：馬丁·肖特（英語）／劉昭文（粵語）
維多的父親。
韋舒高路其先生（Mr. Rzykruski）
配音：馬丁·蘭道
維多的老師，由於他發表的科學演說太激進，被很多家長投訴而被學校解僱。他教識維多可利用電力把死物復甦。
艾格（Edgar "E" Gore）
配音：阿蒂庫斯·沙弗爾（英語）／李震權（粵語）
維多的同學，大嘴巴，把史柏祺起死回生的秘密到處傳開。和維多一樣沒有朋友，打算利用史柏祺的秘密交朋友卻被人拒絕。
阿卜（Bob）
配音：羅伯特·卡普榮
維多的同學，癡肥的小孩。
利章（Toshiaki）
配音：詹姆斯·博之·廖
維多的同學兼競爭對手。
納索（Nassor）
配音：馬丁·肖特
維多的同學兼競爭對手。
新荷蘭市長（Mr. Burgermeister）
配音：馬丁·肖特
維多的鄰居，不滿維多做的任何事。
寵物／怪物
史柏祺（Sparky）
維多的寵物，在一次意外中死掉，後被維多救活。
與威斯基先生大戰後再度死去，最後因集合新荷蘭市的居民力量而再度復活。
波斯芬妮（Persephone）
艾沙的寵物，史柏祺的女朋友。
威斯基先生（Mr.Whiskers）／吸血貓（Vampire Cat）
電影中的大反派
原為古怪女孩的寵物，因古怪女孩在進行復活儀式時把蝙蝠含在口中誤中閃電，突變為吸血貓。
與史柏祺大戰期間被跌下来的尖木刺死。
雪莉（Shelley）
利章死去的寵物，由小小的烏龜突變為酷似卡美拉的怪物。
踩到漏到地上的啤酒時被維多引電而打回原形。
巨獸（Colossus）
納索死去的寵物，和突變前並無分別，只是一隻包裹得像木乃伊的倉鼠。
在「荷蘭日」活動場地中因挑撥雪莉而被它踩死。
豐年蝦（Sea Creatures）
阿卜用「神奇水馬騮」放進游泳池產生的怪物。
由於是淡水動物，碰到鹽會爆炸。
最後被維多與阿卜一同用爆米花消滅。
鼠人（Were-Rat）
艾格用死去的老鼠進行復活儀式後產生的怪物。
與史柏祺戰鬥時被史柏祺頸上的螺絲電回原型。

## 製作

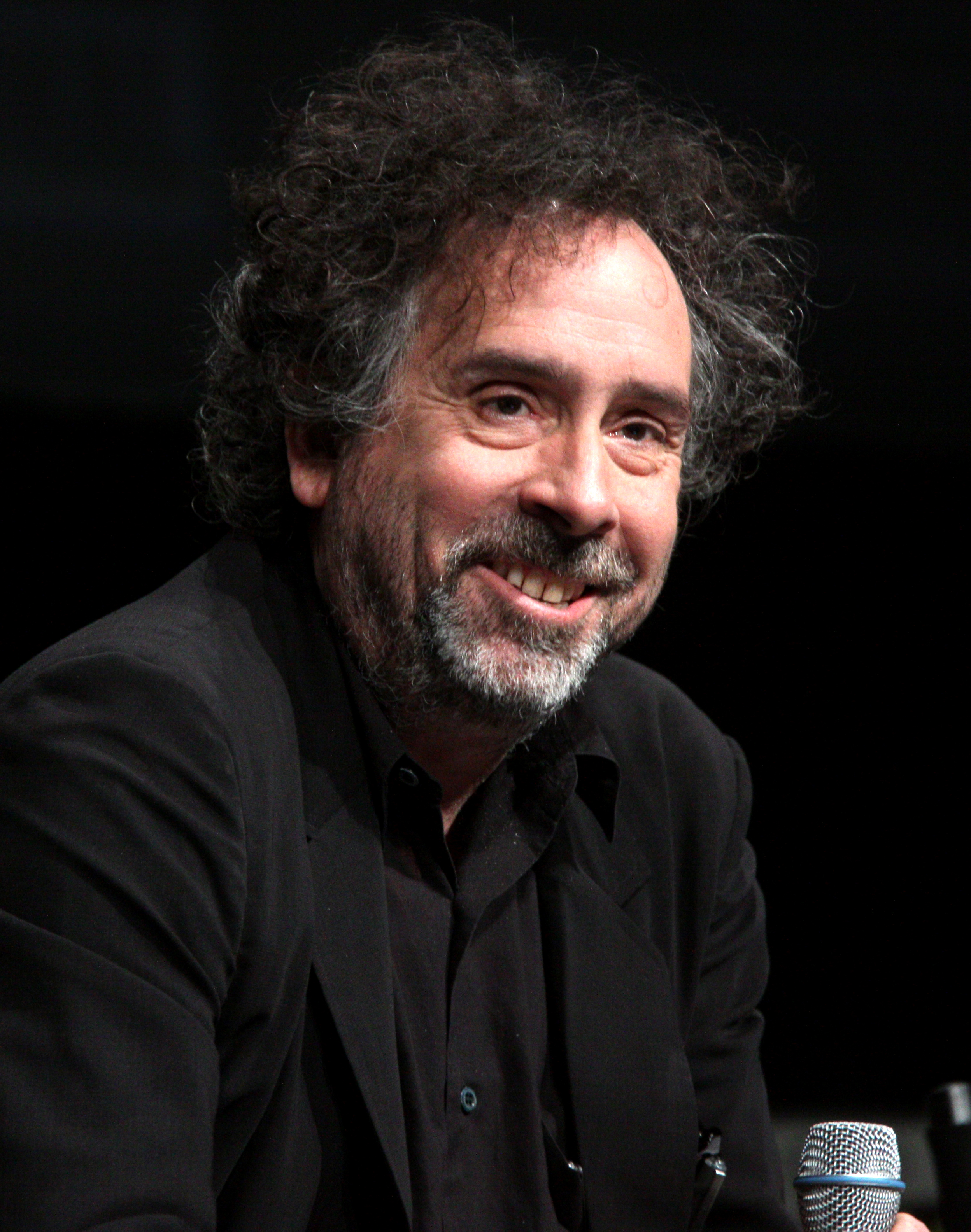
電影導演添·布頓，在2012年的聖迭戈動漫展中推廣電影。

### 項目發展
雖然添·布頓跟華特迪士尼影業簽約拍攝兩齣3D電影，包括愛麗絲夢遊仙境和怪誕復活狗，此電影起源於2005年11月，當時Josann McGibbon和Sara Parriott已經完成了電影劇本。John August在2006年獲接觸重寫劇本，不過他在2009年才受聘。跟原著一樣，電影將會以黑白拍攝。許多的藝術製作人都是來自怪誕屍新娘。在重拍其作品之外，添·布頓亦從Family Dog電視劇集中借用了許多設計來製作史柏祺。

### 拍攝
2010年7月，拍攝在美國的Three Mills影廠展開。製作人員製作了3個巨型的影棚。包括域陀的閣樓，墳場外觀和一間學校的內部。影棚之後分隔為30個不同的區域以應付手動，逐格拍攝的電影製作方式。相對其他同類電影，怪誕復活狗的影棚大很多。製作總共使用了200個不同的布偶。維多自己就有18個不同的版本。布偶都有人類的頭髮。人類布偶大約有40-45個關節，史柏祺大約有300個。

### 音樂
在2011年初期，電影公司宣佈丹尼·葉夫曼會為怪誕復活狗配樂。
在電影上映之前，推出了Frankenweenie: Unleashed!專輯，另外在2012年9月25日由華特迪士尼唱片公司推出了丹尼·葉夫曼的Frankenweenie: The Original Motion Picture Soundtrack。Frankenweenie: Unleashed!附加收錄了獎賞內容。

## 市場推廣
在電影於10月上映之前，將會有一個電影製作巡迴展覽，讓影迷明白電影的製作過程。在展覽中，可以見到用來拍攝電影的場景和角色。
由9月14日至11月5日，迪士尼加州冒險樂園將會在晚上於布公仔3D內提供獨家電影片段。

## 上映
電影原定在2011年11月上映，不過迪士尼將它推遲至2012年3月9日。在2011年1月，Box Office Mojo宣佈電影的新上映日期為2012年10月5日，異星爭霸戰：尊卡特傳奇取代了電影的3月上映日期。電影在2012年9月20日於德州奧斯汀舉行了首映禮。

### 評價
電影普遍獲得好評。爛番茄網站報告在33位影評人中，85%表達了正面的評價。評分大概是7.5分(最高10分)。Metacritic在6位影評人的基礎下給予電影66分。

### 票房
美国首周末以1150万美元的成绩位列第五位。

## 外部連結
- 互联网电影数据库（IMDb）上《Frankenweenie》的资料（英文）
- 大卡通資料庫上《Frankenweenie》的資料（英文）

- Frankenweenie （页面存档备份，存于） at Views From The Edge （页面存档备份，存于）
- AllMovie上《Frankenweenie》的资料（英文）
- Box Office Mojo上《Frankenweenie》的資料（英文）
- 爛番茄上《Frankenweenie》的資料（英文）
- Metacritic上《Frankenweenie》的資料（英文）